# Louis Neher
Louis Neher (Praga, 13 agosto 1896 – Vienna, 2 gennaio 1934) è stato un regista, attore e sceneggiatore austriaco del cinema muto.
Come attore, fece il suo debutto sullo schermo interpretando il personaggio di Schlemihl nella versione del 1916 di Hoffmanns Erzählungen. Nello stesso anno, intraprese l'attività di regista che l'avrebbe portato a dirigere una quindicina di pellicole girate in Germania, in Austria e in Ungheria.

## Filmografia

### Regista
- Die Nixenkönigin (1916)
- Der Radiumraub
- Professor Erichsons Rivale (1916)
- Der Mann ohne Kopf (1916)
- Im Reich der Zwerge
- Der Erbe von 'Het Steen'
- Sabina (1917)
- Die schwarze Loo, co-regia di Max Mack (1917)
- Die Tänzerin
- Tímár Liza
- In einer Nacht
- Három pár facipö
- A Kivándorló
- Der gefesselte Prometheus
- Der Fluch der Vererbung (1920)
- Die kleine Herzogin (1920)

### Attore
- Hoffmanns Erzählungen, regia di Richard Oswald (1916)
- Leben um Leben, regia di Richard Eichberg (1916)
- Ein Blatt Papier, regia di Joe May (1916)
- Der gefesselte Prometheus
- Die Schneiderkomteß

### Sceneggiatore
- Im Reich der Zwerge
- Sabina, regia di Louis Neher (1917)